# Silo de Polán
El silo de Polán es un silo situado en el municipio de Polán, provincia de Toledo, comunidad autónoma de Castilla-La Mancha, España. Formaba parte de la Red Nacional de Silos y Graneros.

## Historia
Su construcción fue promovida por el Servicio Nacional del Trigo que operó durante el régimen franquista. Entró en servicio en 1965 y cuenta con una capacidad de almacenamiento de unas 1.400 toneladas. El silo de Polán pasó a manos del Servicio Nacional de Cereales en 1969 y, en 1971, del Servicio Nacional de Productos Agrarios (SENPA).

## Características
Se trata de un silo de tipo D. Su estructura está formada por un conjunto de celdas rectangulares de hormigón armado, dispuestas en módulos compactos y de mayor número que en otras tipologías de la red. Posee una capacidad de almacenamiento de unas 1.400 toneladas y una superficie de 371 m².